# Уануско (муниципалитет)
Уануско (исп. Huanusco) — муниципалитет в Мексике, входит в штат Сакатекас. Население 5254 человека.

## История
Город основан в 1918 году .